# Telmatobius mayoloi
Espèce
Statut de conservation UICN

 EN A3e; B1ab(iii,v) : En danger
Telmatobius mayoloi est une espèce d'amphibiens de la famille des Telmatobiidae.

## Répartition
Cette espèce est endémique de la province de Recuay dans la région d'Ancash au Pérou. Elle se rencontre le long du Río Santa depuis le lac Conococha jusqu'à 30 km vers le nord entre 3 515 et 4 150 m d'altitude.

## Publication originale
- Salas & Sinsch, 1996 : Two new Telmatobius species (Leptodactylidae, Telmatobiinae) of Ancash, Peru. Alytes, vol. 14, no 1, p. 1-26.